# International Network of Lesbian and Gay Officials
L'International Network of Lesbian and Gay Officials (INLGO) est une organisation internationale réunissant des parlementaires gays et lesbiennes de différents pays. Fondée en 1985 et basée aux États-Unis, elle a pour but de lutter contre les législations homophobes et de promouvoir la visibilité et les droits des personnes LGBT. À sa création, l'association comptait 14 membres; en 2004 ils étaient 240 membres; 305 en 2005.
En 2005, l'INLGO fusionne  avec le LGBTQ Victory Fund (en)